# Термоплазма
Термоплазма (лат. Thermoplasma) — род архей из порядка Thermoplasmatales, единственный в семействе Thermoplasmataceae. Представители рода не имеют клеточной стенки, являются экстремальными ацидофилами и термофилы, которые оптимально растут в сложных средах при температурах близких к 55 °C и кислотности pH 2.

## Описание

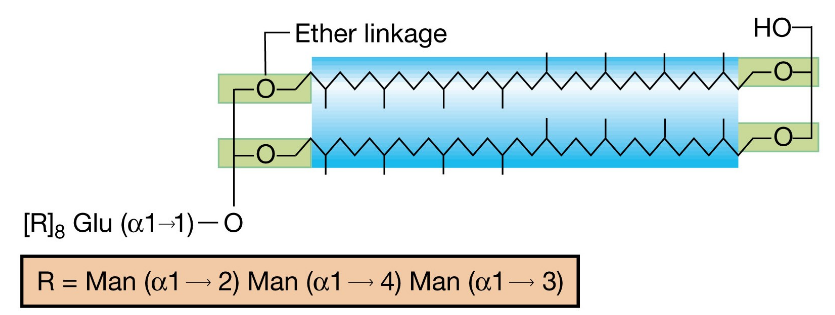
Липосахарид мембраны термоплазм

Термоплазма — факультативные аэробы, которые могут расти аэробно или с помощью серного дыхания. Большинство штаммов термоплазм выделены из отходов угля, пирита или других веществ, которые спонтанно нагреваются, обычно элементов пустой породы угольных шахт. Спонтанное нагревание таких веществ создает благоприятные условия для роста термоплазм, которые питаются органическими веществами этих сред.
Вид Thermoplasma volcanium, открытый в 1988 году, был выделен из горячих кислых грунтов, собранных в разных частях мира. Его представители отличаются значительной подвижностью благодаря многочисленных жгутикам.
Чтобы выдержать осмотическое давление, экстремальные условия высоких температур и высокой кислотности, термоплазма развила уникальную структуру мембраны. Её мембрана содержит материал липогликан, который напоминает липосахариды. Это вещество состоит из тетраетерного липидного монослоя с манозными или глюкозными группами. Данная молекула составляет основную часть липидов организма термоплазмы. Мембрана также содержит гликопротеины, но не стеролы. Такой состав делает мембрану стойкой к кислым горячим средам.
Геном термоплазмы имеет интересные особенности. Как и микоплазма, термоплазма имеет очень маленький геном, лишь 1,5 Mbp (миллионов пар оснований). В дополнение, ДНК термоплазмы образовывает комплекс с положительно заряженными белками, которые организуют ДНК в глобулярные частички, которые напоминают нуклеосомы клеток эукариотов. Этот белок гомологичен основным гистонам эукариотов. Подобные белки также были выявлены ещё у нескольких видов эвриархеот.

## Классификация
На июнь 2017 года в род включают 2 вида:
- Thermoplasma acidophilum Darland et al. 1970typus
- Thermoplasma volcanium Segerer et al. 1988